# Тоштоял
Тоштоя́л (рос. Тоштоял, марій. Тоштыял) — присілок у складі Параньгинського району Марій Ел, Росія. Входить до складу Алашайського сільського поселення.

## Населення
Населення — 54 особи (2010; 85 у 2002).
Національний склад (станом на 2002 рік):
- татари — 99 %